# Копривно (Дугопоље)
Копривно је насељено место у саставу општине Дугопоље, Сплитско-далматинска жупанија, Република Хрватска.

## Историја
До територијалне реорганизације у Хрватској налазило се у саставу старе општине Солин.

## Становништво
На попису становништва 2011. године, Копривно је имало 272 становника.
| Број становника по пописима | Број становника по пописима | Број становника по пописима | Број становника по пописима | Број становника по пописима | Број становника по пописима | Број становника по пописима | Број становника по пописима | Број становника по пописима | Број становника по пописима | Број становника по пописима | Број становника по пописима | Број становника по пописима | Број становника по пописима | Број становника по пописима | Број становника по пописима |
| --------------------------- | --------------------------- | --------------------------- | --------------------------- | --------------------------- | --------------------------- | --------------------------- | --------------------------- | --------------------------- | --------------------------- | --------------------------- | --------------------------- | --------------------------- | --------------------------- | --------------------------- | --------------------------- |
| 1857                        | 1869                        | 1880                        | 1890                        | 1900                        | 1910                        | 1921                        | 1931                        | 1948                        | 1953                        | 1961                        | 1971                        | 1981                        | 1991                        | 2001                        | 2011                        |
| 224                         | 253                         | 264                         | 276                         | 292                         | 310                         | 335                         | 338                         | 349                         | 331                         | 354                         | 326                         | 274                         | 241                         | 249                         | 272                         |

### Попис1991.
На попису становништва 1991. године, насељено место Копривно је имало 241 становника, следећег националног састава:
| Попис 1991.‍  | Попис 1991.‍  | Попис 1991.‍ | Попис 1991.‍ | Попис 1991.‍ |
| ------------ | ------------ | ----------- | ----------- | ----------- |
|              |              |             |             |             |
| Хрвати       | Хрвати       |             | 236         | 97,92%      |
| Срби         | Срби         |             | 4           | 1,65%       |
| неопредељени | неопредељени |             | 1           | 0,41%       |
| укупно: 241  |              |             |             |             |